# Doina Sulac
Doina Sulac (* 11. Juli 1988 in Chișinău, Moldauische SSR) ist eine moldauische Volksmusiksängerin und Songwriterin. Sie ist die Tochter des moldauischen Sängers Nicolae Sulac und setzt sich aktiv in ihrer Arbeit für sein musikalisches Erbe ein.

## Leben und Karriere
Schon früh wurde sie durch ihren Vater Nicolae Sulac gefördert. Bereits im Alter von vier Jahren stand Sulac zum ersten Mal auf der Bühne. Bei einem Konzert ihres Vaters interpretierte sie das Lied Mi-am cusut bondița nouă von Angela Moldovan und wurde dabei von dem Orchestra Lăutarii begleitet. Mit 13 Jahren veröffentlichte Doina Sulac ihr erstes Album. Im Alter von 16 Jahren heiratete sie den Violinisten Ion Cipilencu und wurde noch während ihrer Schulzeit Mutter ihrer Tochter Nicoleta. Die Ehe hielt jedoch nicht lange, und das Paar trennte sich bald darauf. Neben ihrer Musik engagierte sich Sulac auch politisch und wurde mit 18 Jahren als Mitglied der Liberalen Partei in den Stadtrat von Chișinău gewählt. Im Jahr 2023 wurde Sulac erneut Mutter.

## Diskografie
- 2008: Mohor